# 1920
Évszázadok: 19. század – 20. század – 21. század
Évtizedek: 1870-es évek – 1880-as évek – 1890-es évek – 1900-as évek – 1910-es évek – 1920-as évek – 1930-as évek – 1940-es évek – 1950-es évek – 1960-as évek – 1970-es évek
Évek: 1915 – 1916 – 1917 – 1918 –  1919 – 1920 – 1921 – 1922 – 1923 – 1924 – 1925

## Események

### Január
- január 11. – A versailles-i békeszerződés határozatának megfelelően megkezdi működését a Népszövetség.
- január 17. – Apponyi Albert a béketárgyaláson beszédében az etnikai határok mellett érvel, a vegyes nemzetiségű területek hovatartozása ügyében pedig népszavazást kért.[1][2]
- január 17. – Az Amerikai Egyesült Államokban a szövetségi alkotmány kiégészítéseként szesztilalom lép életbe.
- január 25. – Lezajlik a modern kori Magyarország első országgyűlési választása,[3] mely után először kerül be nő a parlamentbe.

### Február
- február 2. – Észtország és Szovjet-Oroszország aláírja a tartui békeszerződést(wd).[4]
- február 7. – A Szovjet-Oroszországban maradt csehszlovák légiók fegyverszüneti megállapodást írnak alá a szovjet kormánnyal a transzszibériai vasútvonal Kujtun nevű állomásán. Ennek értelmében a légiókat a Távol-Keleten keresztül tengeri úton evakuálják. (Az akció november 11-éig tart.)[5]
- február 24. – 
  - A román hadsereg megkezdi a Tiszántúl kiürítését, mely március 30-án fejeződik be.[6]
  - A Német Munkáspárt (Deutsche Arbeiterpartei – DAP) Nemzetiszocialista Német Munkáspártra (Nationalsozialistische Deutsche Arbeiterpartei – NSDAP) változtatja a nevét. (A párt ekkor mutatta be 25 pontos programját, amely a korabeli faji-nemzeti eszmeiséget antikapitalista felhangokkal ötvözte.)[7]
- február 29. – A csehszlovák nemzetgyűlés elfogadja az ország alkotmányát, továbbá a nyelvtörvényt, mely államnyelvvé nyilvánítja a „csehszlovák nyelvet”, és 20%-hoz köti a kisebbségek nyelvi jogainak érvényesítését.[5]

### Március
- március 1.
  - A Nemzetgyűlés Horthy Miklóst Magyarország kormányzójává választja.[8]
  - Pozsonyban, az egykori Városi Színház épületében elkezdi működését a Szlovák Nemzeti Színház.[5]
- március 13. – Wolfgang Kapp és Walther von Lüttwitz tábornok puccsa Németországban.[9]
- március 15.
  - Felkelés a Ruhr-vidéken.[9]
  - Megalakul a Simonyi-Semadam-kormány.[10]
- március 23. – Pozsonyban megalakul a Magyar–Német Keresztényszocialista Párt.[5]

### Április
- április 1. – Horthy Miklós kormányzó családjával beköltözik a budai királyi palotába.[8]
- április 14. – A csehszlovák nemzetgyűlés elfogadja a rendkívüli intézkedésekről szóló törvényt, amely a forradalmi és irredenta tevékenység megfékezésére irányul.[5]
- április 16.
  - Általános vasutassztrájk a Szerb–Horvát–Szlovén Királyságban.[11]
  - A szlovén bányászvárosban, Trbovljéban kikiáltják a szovjet köztársaságot.[11]
- április 18. – Parlamenti választások Csehszlovákiában, melyen a szavazatok több mint egynegyedét a Csehszlovák Szociáldemokrata Párt szerzi meg. (Az agrárpárt 13,6%-ot, a német szociáldemokraták 11,1%-ot kapnak.)[5]
- április 21. – Józef Piłsudski lengyel államfő egyezményt ír alá Szimon Petljurával, a Dnyeperi Ukrán Köztársaság atamánjával. (Az egyezmény értelmében Lengyelország csatlakozik a Szovjetunió elleni intervencióhoz.)[12]
- április 24. – Az I. világháború utáni sanremói konferencia.
- április 25. – Lengyelország megtámadja a Szovjetuniót, ezzel kezdetét veszi a szovjet-lengyel háború.[12]

### Május
- május 7. – A lengyel csapatok benyomulnak Ukrajna területére, és elfoglalják Kijevet.[12]
- május 9. – XV. Benedek pápa szentté avatja Jeanne d'Arcot.[13]
- május 27. – Tomáš Garrigue Masarykot a csehszlovák nemzetgyűlésben másodszor választják meg köztársasági elnökké.[5]

### Június
- június 2. – A prágai parlamentben – az első kisebbségi magyar felszólalásban – Körmendy Ékes Lajos kijelenti, hogy a magyarok akaratukon kívül kerültek a csehszlovák államhoz.[5]
- június 4. – Aláírják a versailles-i Trianon-palotában a Magyarország területének kétharmadát elcsatoló békeszerződést.[3]
- június 7. – Ausztria és Csehszlovákia aláírja a brnói szerződést.
- június 15. – Észtországban elfogadják az ország alkotmányát.[14]
- június 19. – Horthy Miklós kormányzó megbízásából gróf Teleki Pál megalakítja első kormányát.[10]

### Július
- július 1. – Varmiában, Mazurföldön és Powisłében népszavazást tartanak a területek hovatartozásáról. (A lengyel állam csak néhány községhez tud hozzájutni.)[12]
- július 5. – A népbiztosok perének kezdete.[15]
- július 12. – Litvánia és Szovjet-Oroszország aláírja a moszkvai békeszerződést(wd).[16]
- július 24. – Lengyelországban Wincenty Witos vezetésével létrejön az új kormány, a „nemzetvédelem kormánya”.[12]
- július 30.
  - Egy Francia Kiss Mihály vezette 800 főnyi magyar alakulat kirabolja az ausztriai Fürstenfeld katonai raktárát.
  - A Vörös Hadsereg által elfoglalt lengyel területen, Białystok városában Julian Marchlewski, Feliksz Dzerzsinszkij és Feliks Kon megalakítják a lengyel ideiglenes forradalmi bizottságot.[12]

### Augusztus
- augusztus 1.
- A Vörös Hadsereg elfoglalja Breszt-Litovszkot.[12]
- Lettország és Szovjet-Oroszország aláírja a rigai békeszerződést(wd).[16]
- augusztus 10. – A török kormány – a szultáni hatalom megmentése érdekében – elfogadja az ország felosztását szentesítő sèvres-i békeszerződést.[17]
- augusztus 12. – Megérkezik Varsó alá, Skierniewicébe a magyar hadisegély, és a lengyelek ellentámadásba kezdenek a lengyel-bolsevik háborúban.
- augusztus 13–25. – A varsói csata.[18]
- augusztus 14. – Szövetség Csehszlovákia és a Szerb-Horvát-Szlovén Királyság között. (A kisantant első szerződése.)[11]
- augusztus 22. – Az első Salzburgi Ünnepi Játékok megnyitója.

### Szeptember
- szeptember 1.
  - Sipőcz Jenőt Budapest polgármesterévé választják.
  - Horthy Miklós megalapítja a Vitézi rendet.[6]
- szeptember 10. – A szlovén lakta karintiai területeken tartott népszavazás Ausztria mellett dönt.
- szeptember 12. – Olasz fasiszta szabadcsapatok megszállják Fiumét.[11]
- szeptember 15. – Csehszlovákiában Jan Černý vezetésével hivatalnokkormány alakul a leköszönt Tusar-féle kormány helyett, amely a baloldali szociáldemokraták előretörésének megakadályozására adta be lemondását.[19]
- szeptember 16. – Lettországban megszavazzák az agrárreformra vonatkozó törvényt.[20]
- szeptember 25–28. – A Csehszlovák Szociáldemokrata Párt XIII. kongresszusán önálló párttá alakul a Bohumír Šmeral vezette baloldal.[19]
- szeptember 26. – A nemzetgyűlés elfogadja az 1920. évi XXV. törvénycikket, ismertebb nevén a numerus clausus-t, mely az egyetemi hallgatók nemzetiségi számarányát szabályozza.[21]

### Október
- október 9. – Az előrenyomuló lengyel sereg – a litván ellenállás ellenére – elfoglalja Vilnót és környékét.[22]
- október 14. – A csehszlovák kormány felszólítására Károlyi Mihály elhagyja Prágát, családjával Firenzébe utazik.[23]
- október 28. – Párizsban a Brit Birodalom, Franciaország, Olaszország, Japán, valamint Románia aláírják azt a szerződést, amelynek alapján Besszarábia Romániával egyesül.[24]

### November
- november 4. – Németországban megalakul az NSDAP paramilitáris harci szervezete, a rohamosztag (Sturmabteilung – SA).[7]
- november 10 – A Soltra-gyilkosság
- november 11–15. – Súlyos összecsapások a nyugat-csehországi német városokban a katonaság és a helyi német lakosság között. (Ezek visszhangjaként november 16-án a cseh színészbizottság lefoglalja a prágai német színházat.)[19]
- november 12. – Az olasz–délszláv rapallói szerződéssel kialakulnak a délszláv állam végleges területi határai és kikiáltják a Fiumei Szabadállamot.[11][25]
- november 28. – Alkotmányozó nemzetgyűlési választások a SZHSZ Királyságban a nagyszerb-centralista pártok győzelmével, de a horvát voksok zömét a konföderalista Horvát Köztársasági Parasztpárt (HRSS) szerzi meg.[11]

### December
- december 10–15. – A Baloldali Szociáldemokraták általános sztrájkfelhívása nyomán kiterjedt sztrájkmozgalom bontakozik ki, s nyomában súlyos összeütközések történnek Prágában, az észak-csehországi Most városában és a szlovákiai Verebélyben.[19]
- december 28. – Az ítélethirdetésekkel véget ér a népbiztosok pere. (A vádlottak közül négy főt – Ágoston Pétert, Bokányi Dezsőt, Haubrich Józsefet és Vántus Károlyt halálra, a többieket életfogytiglani fegyházbüntetésre ítélték. Az ítéleteket azonban nem hajtották végre, 1921 és 1922 között a volt népbiztosokat a Szovjetunióba engedték magyar hadifoglyokért cserébe.)[15]
- december 30. – Koalíciós kormány alakul a Szerb–Horvát–Szlovén Királyságban a legtöbb mandátumot szerzett Demokrata és a Radikális párt részvételével. (Az ún. Obznana-rendelettel felfüggesztik a választásokon 58 mandátumot szerzett Kommunista Párt működését, majd 1921. augusztus 21-én végleg betiltják.)[11]

### Határozatlan dátumú események
- június–augusztus – A Vörös Hadsereg visszaveti a lengyel előrenyomulást és ellenoffenzívába kezd.[12]
- június – Lengyelországban lemond a Skulski-kormány. (Władysław Grabski kap megbízást kormányalakításra, javaslatára felállítják a széles hatáskörrel rendelkező államvédelmi tanácsot.)[12]
- július – Lengyelországban megalakul a Grabski-kormány, azonban rövid kormányzás után – mivel képtelen megbirkózni a kül- és belpolitikai válságokkal – lemondani kényszerül.[12]
- augusztus – A lengyel csapatok Maxime Weygand francia tábornok vezetésével Varsó előtt megállítják és visszaszorítják a Vörös Hadsereget („csoda a Visztulán”).[26]
- az év folyamán – Józef Piłsudski lengyel marsall rendelettel újraalapítja – az 1805 és 1831 között működő – Kremenyeci Líceumot, a 123 év után függetlenné vált Lengyelországban.

## Az év témái

### 1920 az irodalomban
- február 21. – A Petőfi Társaság kizárja tagjai közül Babits Mihályt és Móricz Zsigmondot a forradalmak idején vállalt közéleti szerepük miatt.[27]
- október –  Megjelenik Agatha Christie első könyve, A titokzatos stylesi eset.[28]

### 1920 a tudományban
- március 21. – Rudolf Steiner megindítja első antropozófiai gyógykezelési tanfolyamát.[29]
- New Yorkban megépül az első, vízszintes lépcsőfokú mozgólépcső.[30]

## Születések
- január 2.
  - Isaac Asimov, orosz származású amerikai író († 1992)
  - Nádasdi Péter író, újságíró, Veres Péter író, politikus fia († 1976)
- január 3. – Majer Antal magyar erdőmérnök, egyetemi tanár († 1995)
- január 5. – Arturo Benedetti Michelangeli olasz zongoraművész († 1995)
- január 8. – Posch Gyula, Magyar Optikai Művek vezérigazgatója († 1998)
- január 10. – Csanádi Imre, költő, író, műfordító († 1991)
- január 19. – Javier Pérez de Cuéllar, perui politikus († 2020)
- január 20.
  - DeForest Kelley, amerikai színész († 1999)
  - Federico Fellini, olasz filmrendező, forgatókönyvíró († 1993)
  - Galgóczy Imre, magyar színész, szinkronszínész († 2005)
  - Gyenes Tamás magyar szobrászművész († 1963)
- január 22. – Chiara Lubich, olasz katolikus aktivista, a Fokoláre mozgalom alapítója († 2008)
- január 30. – Michael Anderson, angol filmrendező († 2018)
- február 5. – Dombi József, kísérleti fizikus, a Szegedi Tudományegyetem címzetes egyetemi tanára († 2019)
- február 7.
  - Giovanni Corrieri, olasz kerékpárversenyző († 2017)
  - Béres József, tudományos kutató († 2006)
- február 13. – Luzsicza Lajos, magyar festőművész, grafikus († 2005)
- február 15. – Babos Zoltán magyar vegyészmérnök, élelmezésügyi miniszterhelyettes († 1984)
- február 23. –  Lakos János, az 1956-os forradalom gyóni eseményeinek egyik résztvevője és kivégzettje († 1957)
- március 3. – James Doohan, kanadai színész, Scotty a Star Trek-ből († 2005)
- március 5. – Luis Induni, olasz-spanyol színész († 1979)
- március 17. – Mudzsibur Rahmán, bangladesi függetlenségi harcos, államfő, miniszterelnök († 1975)
- március 25. – Barabás Jenő, magyar néprajzkutató († 1994)
- április 1. – Mifune Tosiró, japán színész († 1997)
- április 6. – Edmond H. Fischer, svájci-amerikai biokémikus († 2021)
- április 8. – Fónagy Iván, nyelvész, az MTA tagja († 2005)
- április 9. – Bakó Márta, magyar színésznő († 2013)
- április 15. – Richard von Weizsäcker, német politikus, 1984 és 1994 között a Német Szövetségi Köztársaság elnöke († 2015)
- április 18. – Ács Ilona, úszó († 1976)
- április 24.
  - Zenthe Ferenc, színművész († 2006)
  - Győrffy György, magyar színész, szinkronszínész († 1984)
- április 29. – Bizse János, festő, rajzpedagógus († 1981)
- május 4. – Margaret Durrell brit írónő († 2007)
- május 6. – Richard Adams, angol író, kinek legismertebb műve a Watership Down című állatregény († 2016)
- május 14. – Hegedűs Frigyes, öttusázó, edző, sportvezető († 2008)
- május 18. – Karol Józef Wojtyła, lengyel származású főpap, későbbi (II. János Pál pápa)[31] († 2005)
- május 26. – Tóth Eszter, költő, író († 2001)
- május 29. – Harsányi János, (John C. Harsanyi), magyar származású Nobel-díjas amerikai közgazdász († 2000)
- június 14. – Nizsinszkij-Márkus Tamara, magyar színésznő, Márkus Emília színésznő unokája († 2017)
- július 11.
  - Kozma Pál, kertészmérnök, szőlőnemesítő, az MTA tagja († 2004)
  - Király Tibor, Széchenyi-díjas magyar jogtudós, egyetemi tanár, a Magyar Tudományos Akadémia rendes tagja († 2021)
- július 11. – Yul Brynner, Oscar-díjas amerikai színész († 1985)
- július 17. – Juan Antonio Samaranch, spanyol sportdiplomata, világviszonylatban a Nemzetközi Olimpiai Bizottság (NOB) 7. elnökeként lett közismert († 2010)
- augusztus 1. – Sammy Lee, kétszeres olimpiai bajnok amerikai műugró († 2016)
- augusztus 1. – Egri Lajos, magyar agrármérnök, mezőgazdasági szakíró, Egri László apja († 1996)
- augusztus 22. – Ray Bradbury, amerikai író, költő († 2012)
- szeptember 1. – Richard Farnsworth, amerikai színész († 2000)
- szeptember 4. – Csergő János, postafőigazgató, kohó- és gépipari miniszter († 1980)
- szeptember 6. – Berényi József, magyar közgazdász († 2003)
- szeptember 14. – Simonyi Imre, költő († 1994)
- szeptember 17. – Kéry László, irodalomtörténész, színikritikus, műfordító, az MTA tagja († 1992)
- szeptember 25. – Szergej Fjodorovics Bondarcsuk, ukrán származású orosz és szovjet filmszínész, filmrendező, forgatókönyvíró († 1994)
- október 1. – Walter Matthau,  Oscar-díjas amerikai színész († 2000)
- október 4. – Pesti Barnabás, magyar vegyészmérnök, az illegális magyar kommunista mozgalom tagja († 1944)
- október 8. – Frank Herbert, amerikai sci-fi-író, A Dűne-ciklus szerzője († 1986)
- október 17. – Montgomery Clift, amerikai színész († 1966)
- november 9. – Aloysio de Andrade Faria, brazil bankár († 2020)
- november 11. – Walter Krupinski, német pilóta a második világháborúban, utána a nyugatnémet légierő tisztje († 2000)
- november 13. – Asztalos Lajos magyar politikus († 1983)
- november 18. – Mustafa Khalil, egyiptomi politikus, kormányfő († 2008)
- november 26. – Daniel Petrie, kanadai filmrendező († 2004)
- november 28. – Somlyó György, magyar író († 2006)
- november 30. – Virginia Mayo, amerikai színésznő († 2005)
- december 3. – Baranyó Sándor, festőművész († 2001)
- december 6.
  - Dave Brubeck, amerikai zeneszerző, zongorista († 2012)
  - George Porter, Nobel-díjas angol kémikus († 2002)
- december 14.
  - Dankanits László, magyar vegyészmérnök, természettudományi író
  - Saly Németh László, festőművész († 2001)
- december 21. – Tollas Tibor, magyar költő († 1997)

## Halálozások
- január 24. – Amedeo Modigliani olasz festő és szobrász (* 1884)
- február 2. – Szinyei Merse Pál festőművész (* 1845)
- február 9. – Friedrich von Beck-Rzikowsky német származású katonatiszt, katonai térképész, cs (* 1830)
- március 7. – Fabinyi Rudolf magyar vegyész, tudományszervező (* 1849)
- május 12. – Kozma Ferenc pedagógus, művelődésszervező, publicista, az MTA tagja (* 1844)
- május 20. – Ábrányi Emil, ifj. költő, műfordító, újságíró (* 1850)
- május 21. – Venustiano Carranza, a mexikói forradalom jelentős alakja, Mexikó elnöke (* 1860)
- május 23. – Svetozar Borojević, az Osztrák–Magyar Monarchia hadseregében szolgáló katonai parancsnok (* 1856)
- június 14. – Max Weber német szociológus és gazdaságtörténész (* 1864)
- június 16. – Körösfői-Kriesch Aladár festő, szobrász, iparművész, a szecesszió kiváló képviselője (* 1863)
- július 11. – Eugénia francia császárné, III. Napóleon felesége (* 1826)
- július 16. – Benczúr Gyula festőművész (* 1844)
- szeptember 15. – Mosshammer Román, osztrák-magyar hárfaművész és hárfatanár (* 1868)
- október 17. – Gérard Leman belga tábornok, a liège-i erődítményrendszer védőinek parancsnoka az első világháborúban (* 1851)
- november 18. – Matthías Jochumsson izlandi költő, író, műfordító (* 1835)
- december 29. – Kégl Sándor orientalista, irodalomtörténész, a magyar iranisztika kiemelkedő alakja, az MTA tagja (* 1862)

## Nobel-díjasok
- A Nobel-díjat a svéd Alfred Nobel alapította, 1901 óta adják át, melyet a Svéd Királyi Tudományos Akadémia ítél oda a tudomány, az irodalom és humanitárius területen kimagasló eredményt elért magánszemélyeknek, illetve intézményeknek.

| Fizikai            | Charles Edouard Guillaume svájci fizikus             |
| Kémiai             | Walther Hermann Nernst német kémikus                 |
| Orvosi-fiziológiai | August Krogh dán fiziológus                          |
| Irodalmi           | Knut Pedersen Hamsun norvég író                      |
| Béke               | Léon Bourgeois francia politikus, a parlament elnöke |